# کردارو
کردارو (به ایتالیایی: Credaro) یک کومونه در ایتالیا است که در استان برگامو واقع شده‌است.
 کردارو ۳٫۴ کیلومتر مربع مساحت و ۲٬۶۰۸ نفر جمعیت دارد و ۲۵۵ متر بالاتر از سطح دریا واقع شده‌است.